# Wirtschaftskammer Kärnten
Die Wirtschaftskammer Kärnten (WKK) ist eine der neun Landeskammern der österreichischen Wirtschaft und damit die alleinige gesetzliche Interessenvertretung der Wirtschaft im südlichsten Bundesland Kärnten. Sie wurde am 26. März 1850 als Teil der Dachorganisation der Wirtschaftskammer Österreich (WKÖ) gegründet.

## Allgemeines
Die Wirtschaftskammer Kärnten mit Hauptsitz in Klagenfurt am Wörthersee ist, wie auch die aus den anderen acht Bundesländern beheimateten Wirtschaftskammern (Burgenland, Niederösterreich, Oberösterreich, Salzburg, Steiermark, Tirol, Vorarlberg, Wien), Teil der Wirtschaftskammer Österreich und unterliegt dem Wirtschaftskammergesetz 1998 (WKG) (vorher Handelskammergesetz (HKG)). Die Mitglieder der WKK sind alle Personen, die einer selbstständigen Tätigkeit laut österreichischer Gewerbeordnung (GewO) nachgehen, wobei diese nicht nur Mitglied der Wirtschaftskammer Kärnten sind, sondern auch ihrer zuständigen Fachgruppe, der Wirtschaftskammer Österreich und dem zuständigen Fachverband. Unternehmen aus der Landwirtschaft und der freien Berufe sind keine Mitglieder der Wirtschaftskammer.

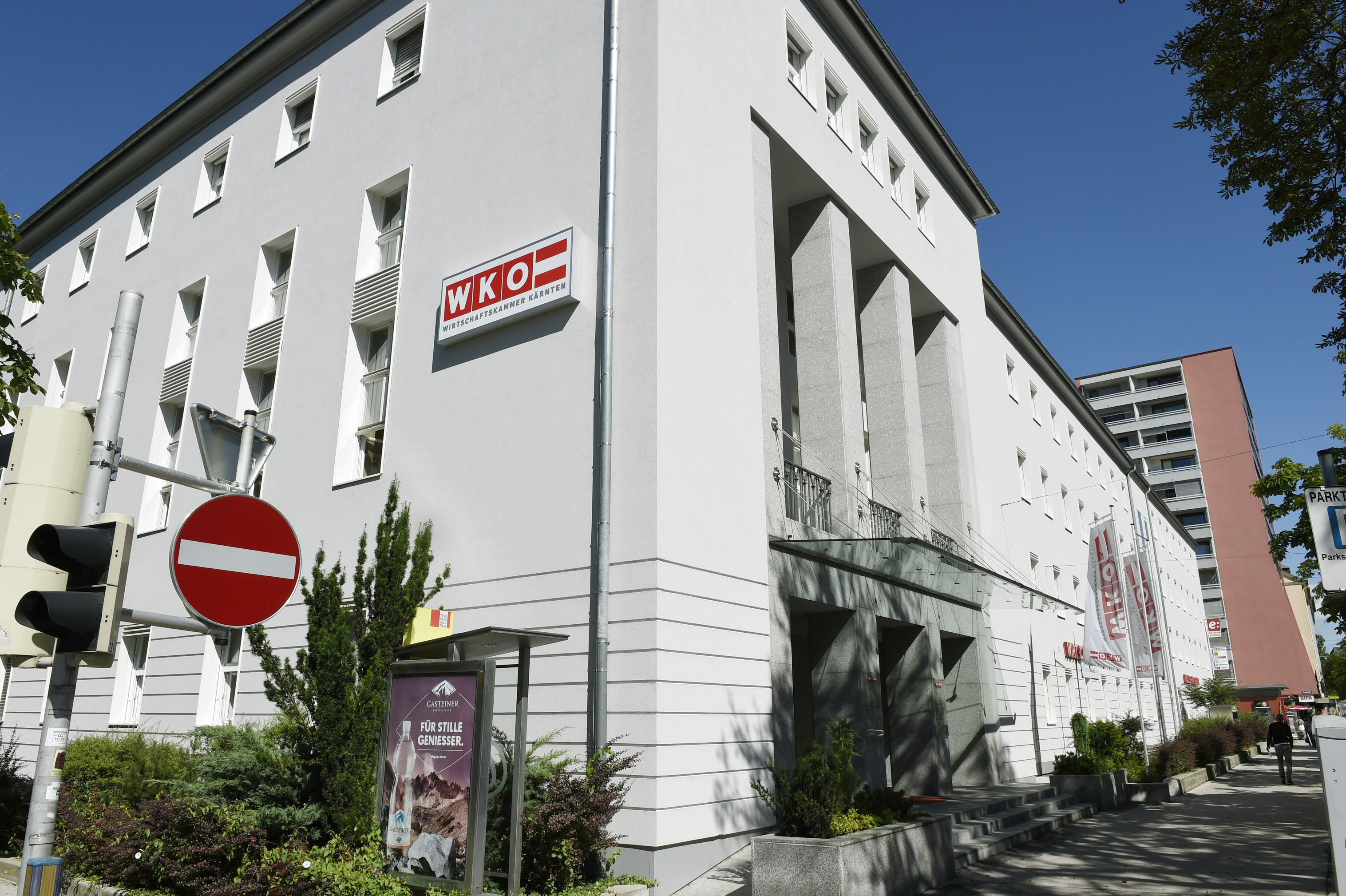
Außenfassade der Wirtschaftskammer Kärnten

In Kärnten gibt es insgesamt acht Bezirksstellen, die die Interessen der gewerblichen Wirtschaft im Bezirk wahrnehmen, für die Pflege von Mitgliederkontakten zuständig sind und das Leistungsangebot der Kammer umsetzen. Diese Bezirksstellen befinden sich in Klagenfurt am Wörthersee, Villach, Wolfsberg, Völkermarkt, Hermagor, St. Veit an der Glan, Feldkirchen und Spittal. Auch eine Dependance des Wirtschaftsförderungsinstituts Kärnten (WIFI) ist in jeder Bezirksstelle zu finden. Die Bezirksstellen werden von Bezirksstellengeschäftsführern geführt und von gewählten Bezirksstellenobleuten repräsentiert.

## Aufgaben
Die Tätigkeitsbereiche der Wirtschaftskammer Kärnten setzten sich aus mehreren Aufgabengebieten zusammen. Hinsichtlich des eigenen Wirkungsbereiches der Wirtschaftskammern (das ist jener Bereich, der ihnen vom Staat zur weisungsfreien Besorgung übertragen worden ist) kommt dem Staat nur ein Aufsichtsrecht zu. Aufsichtsbehörde der Kammer ist der Bundesminister für Wirtschaft, Familie und Jugend. Daneben erfüllen die Kammern auch Aufgaben, die ihnen durch Gesetz zur Besorgung unter Bindung an die Weisung von Verwaltungsorganen übertragen worden sind (übertragener Wirkungsbereich).

### Interessenvertretung
Die WKK steht für eine aktive Gestaltung der wirtschaftlichen Rahmenbedingungen in Kärnten und setzt sich somit für ihre Mitglieder in interessenpolitischen Angelegenheiten ein. Sie vertritt nicht nur auf regionaler, sondern auch auf nationaler und EU-Ebene den interessenpolitischen Willensbildungsprozess.

### Service
Für ihre Mitglieder stellt die Wirtschaftskammer Kärnten den ersten Ansprechpartner in Hinsicht auf Information und Beratung dar und verhilft als Initiator und Vermittler bei Wirtschaftsförderungsaktivitäten.

### Bildung
Die Mitglieder der WKK erhalten durch aktive Wissensvermittler in allen Belangen der Wirtschaft stets das neuste Wissen. Zudem sorgt das Wirtschaftsförderungsinstitut (WIFI) mit Kursen aus vielen Bereichen, Veranstaltungen und Workshops für optimale Aus- und Weiterbildung.
Bildungs-Service (Auszug)
- Lehre – duale Ausbildung
- Meisterprüfungen
- Ingenieur-Zertifizierung
- Lehrlingsstelle – Förderungen
- Lehrstellenberater

## Mitglieder
Die Mitglieder der Wirtschaftskammer Kärnten, so wie auch in den anderen Wirtschaftskammern, verstehen sich gemäß §2 Absatz 1 des Wirtschaftskammergesetzes als alle physische und juristische Personen sowie sonstige Rechtsträger, die Unternehmungen des Gewerbes, des Handwerks, der Industrie, des Bergbaues, des Handels, des Geld-, Kredit- und Versicherungswesen, des Verkehrs, des Nachrichtenverkehrs, des Rundfunks, des Tourismus und der Freizeitwirtschaft sowie sonstiger Dienstleistungen rechtmäßig selbstständig betreiben oder zu betreiben berechtigt sind.

### Rechte und Pflichten der Mitglieder
Zu den Rechten eines jenen Mitglieds der Wirtschaftskammer Kärnten gehören laut §4 Absatz 1 des WKG neben dem aktiven und passiven Wahlrecht und die Mitwirkung zur Willensbildung der Organe auch das Recht auf Auskunftserteilung, Zugang zu Leistungen der Kammer und die Einsichtnahme in die genehmigten Voranschläge und Rechnungsabschlüsse. Die Pflichten hingegen beziehen sich besonders auf die Mitwirkung an statistischen Erhebungen, Erteilung von Auskünften, Entrichtung von Umlagen und der Anzeige der Aufnahme einer unternehmerischen Tätigkeit.

### Mitgliederstatistik
Die Entwicklung seit 1980 der Mitglieder der Wirtschaftskammer Kärnten lässt sich wie folgt darstellen.
| Jahr | Mitglieder insgesamt | davon aktive Mitglieder |
| ---- | -------------------- | ----------------------- |
| 1980 | 18.867               | 15.903                  |
| 1990 | 20.643               | 17.210                  |
| 2000 | 25.661               | 20.493                  |
| 2005 | 29.153               | 23.487                  |
| 2010 | 32.745               | 26.639                  |
| 2015 | 39.286               | 31.565                  |
| 2016 | 40.363               | 32.559                  |
| 2017 | 41.261               | 33.112                  |
| 2018 | 41.643               | 33.964                  |
| 2019 | 41.994               | 34.446                  |
| 2020 | 42.981               | 35.292                  |
| 2021 | 43.556               | 35.867                  |

Die Anzahl an aktiven Mitglieder der WKK nach Sparten ergibt sich folgendermaßen.
| Sparte                           | Aktive Mitglieder (Stand 2021) |
| -------------------------------- | ------------------------------ |
| Gewerbe und Handwerk             | 18.445                         |
| Industrie                        | 380                            |
| Handel                           | 10.831                         |
| Bank und Versicherung            | 69                             |
| Transport und Verkehr            | 1.971                          |
| Tourismus und Freizeitwirtschaft | 5.342                          |
| Information und Consulting       | 6.085                          |

Die Echtzeitdaten an Mitgliedern können stets durch den Arbeitsplatzticker der Wirtschaftskammer Kärnten eingesehen werden.

## Struktur
Wie auch die anderen Wirtschaftskammern ist die WKK in insgesamt sieben Sparten aufgeteilt, die als Verbindungsglieder zwischen den Fachorganisationen und der Kammer agieren.
- Gewerbe und Handwerk
- Industrie
- Handel
- Bank und Versicherung
- Transport und Verkehr
- Tourismus und Freizeitwirtschaft
- Information und Consulting

Diese sieben Sparten gliedern sich wiederum in Fachorganisationen (Fachgruppen).
Darüber hinaus unterhält die Wirtschaftskammer Kärnten Zweigstellen in allen Bezirksstätten Kärntens, die neben dem Beratungsangebot auch Services des Wirtschaftsförderungsinstituts (WIFI) anbietet.

## Wahlen
Die WKK wird, wie jede Wirtschaftskammer, durch direkt und indirekt gewählte Funktionäre repräsentiert, die jede fünf Jahre im Zuge der Wirtschaftskammerwahl in Form einer Urwahl von den jeweiligen Mitgliedern gewählt werden. Eine Wiederwahl ist möglich. Wählbar sind alle aktiven Mitglieder der Wirtschaftskammer über 18 Jahren, über die kein Insolvenzverfahren eröffnet wurde. Anders als bei Nationalratswahlen haben auch Staatsbürger der EU, sowie aus Ländern, in denen auch Österreicher wählbar sind, das passive Wahlrecht. Eine Funktionsperiode dauert fünf Jahre. Einzelorgane wie Präsident, Spartenobleute oder Fachgruppenobleute dürfen ihr Amt maximal vier Funktionsperioden ausüben.
Zur Wahl sind jene Mitglieder berechtigt, die ihr Unternehmen bis zum Stichtag der Wirtschaftskammerwahl nicht ruhend gemeldet haben. Sollte ein Mitglied mit ruhender Berechtigung trotz alldem wählen wollen, muss hierbei zuvor die Aufnahme in die Wählerliste beantragt werden. Bei den Wirtschaftskammerwahlen handelt es sich um eine allgemeine, gleiche und geheime Wahl, bei dem jedes berechtigte Mitglied nur über eine Stimme verfügt. Wahlberechtigte Kammermitglieder verfügen in jeder Fachgruppe/Fachvertretung, in der sie ein Gewerbe angemeldet haben, über eine Stimme.
In erster Instanz erfolgt eine direkte Wahl durch die Mitglieder jeder Fachgruppe. Diese geben ihre Stimme einer der politischen Organisationen, die bei der Wahl antreten. Aus den erzielten Stimmen ergibt sich die Mandatsverteilung in jeder Fachgruppe, die den Fachgruppenausschuss bildet. Der Fachgruppenausschuss wählt schlussendlich den Obmann und seine beiden Stellvertreter. Die Besetzung der Spartenvertretungen sowie der Spartenkonferenz erfolgt durch die Hauptwahlkommission auf Basis der Ergebnisse der Urwahlen in der betreffenden Landessparte. Die Anzahl der Mitglieder ist im Sparten-Wahlkatalog nach Anhörung der Landeskammern festgelegt. Die Spartenkonferenzen bestehen aus mindestens 10 und höchstens 32 Mitglieder. Der Spartenobmann und seine Stellvertreter werden von der Spartenkonferenz aus deren Mitte gewählt.
Aus den Spartenvertretern und weiteren (Minderheits-)Vertretern rekrutiert sich das Wirtschaftsparlament, das aus dem Kreis aller wählbaren Kammermitglieder den Präsidenten und zwei Vizepräsidenten wählt.
Die nächsten Wirtschaftskammerwahlen finden österreichweit im Jahr 2025 statt.

### Wahlen 2015
Die Wirtschaftskammerwahlen 2015 fanden vom 25. und 26. Februar statt und brachten mit insgesamt 64,0 % den Österreichischen Wirtschaftsbund (ÖWB), eine Teilorganisation der Österreichischen Volkspartei (ÖVP), als Sieger hervor. Im Gegensatz zu den vorherigen Wirtschaftskammerwahlen in Kärnten konnte der ÖWB ein Plus von 2,6 % verzeichnen. Die Wahlbeteiligung verringerte sich von 35,9 % aus dem Wahljahr 2010 auf 29,2 %. Aus dieser Wahl ging Jürgen Mandl als Präsident der Wirtschaftskammer Kärnten hervor.

### Wahlen 2020
Nach den Wahltagen Anfang März 2020, bei denen 35.273 Unternehmer die Chance hatten ihre Vertreter zu wählen, trat der Österreichische Wirtschaftsbund gemeinsam mit Präsident Jürgen Mandl mit insgesamt 77,3 % als Wahlsieger hervor. Die Freiheitliche Wirtschaft beendete diese Wahl mit 7,5 %, der Sozialdemokratische Wirtschaftsverband mit 6,2 %, die Grüne Wirtschaft mit 7,4 % und die erstmals angetretenen Unos 0,9 %. Der Rest entfällt auf Namenslisten. Die Wahlbeteiligung betrug 28,2 Prozent.

## Geschichte
Mit dem Gesetz über die Errichtung von Handels- und Gewerbekammern vom 18. März 1850 wurden im Kaisertum Österreich Handels- und Gewerbekammern eingerichtet. Sie hatten die Aufgaben von Handelskammern. Ab 1861 wählte die Handels- und Gewerbekammer Klagenfurt drei Abgeordnete in den Kärntner Landtag und einen Abgeordneten in den Reichsrat. Daraus ging die Wirtschaftskammer Kärnten hervor.

## New-Alpen-Adria-Network
Die Wirtschaftskammer Kärnten ist Teil des  New Alpe Adria Network (NAAN), eines Zusammenschlusses von Kammern im Alpen-Adria-Raum mit den Schwerpunkten Wirtschaft, Handel, Industrie, Handwerk und Landwirtschaft, um die Zusammenarbeit und Vertretung in dieser Region zu stärken.
Der Hauptsitz befindet sich seit 2019 in Kärnten. Der Vorsitz des Netzwerks wechselt alle drei Jahre.
Im September 2023 haben die Wirtschaftskammern Kärnten und Steiermark ein Maßnahmenprogramm für die „AREA Süd“ als neue Kernzone im Alpen-Adria-Raum vorgelegt. Dabei geht es um weitreichende Weichenstellungen für einen gemeinsamen Wirtschaftsraum Südösterreich, ausgelöst durch die Koralmbahn, die im Dezember 2025 den Betrieb aufnehmen wird.

## Persönlichkeiten

### Präsidium
(Quelle:)
- Jürgen Mandl, MBA (Präsident)
- Astrid Legner (Vizepräsidentin)
- Otmar Petschnig (Vizepräsident)
- Alfred Trey (Vizepräsident)
- Günter Burger (Vizepräsident)
- Meinrad Höfferer (Direktor)[19]

#### Präsidenten
- Johann Kretz, seit der Gründung 1851 bis 1854 Präsident der Handels- und Gewerbekammer Klagenfurt
- Josef Mayer, von 1868 bis 1870 Vizepräsident und von 1870 bis 1874 Präsident der Handels- und Gewerbekammer Klagenfurt
- Karl von Hillinger, von 1870 bis 1874 Vizepräsident und von 1874 bis 1902 Präsident der Handels- und Gewerbekammer Klagenfurt
- Wilhelm von Dietrich, ab 1902 Präsident der Handels- und Gewerbekammer Klagenfurt
- Ambros Umlauft, ab 1902 Präsident der Handels- und Gewerbekammer Klagenfurt
- Max von Burger, ab 1905 Präsident der Handels- und Gewerbekammer Klagenfurt
- Ludwig Moschner, von 1921 bis 1930 Präsident der Handels- und Gewerbekammer Klagenfurt
- Otto Umlauft, ab 1931 Präsident der Handels- und Gewerbekammer Klagenfurt

Bisherige Präsidenten nach 1945:
- KommR Dipl.-Ing. Robert Rapatz (1945–1955)
- Werner Pfrimer (1955–1972)[20]
- Karl Baurecht (1972–1990)
- Karl Koffler (1990–1999)
- Franz Pacher (1999–2014)
- Jürgen Mandl (seit 2014)[21]

### Durch die Kammer gewählte Landtagsabgeordnete (1861–1915)
- Leodegar Canaval (1861–1870, 1878–1896)
- Leopold Nagel (1861–1867, 1870–1877)
- Gustav von Rosthorn (1861–1864)
- Jakob Scheließnig (1865–1867)
- Gabriel von Jessernigg (1867–1870)
- Leopold Ritter von Moro (1867–1871)
- August Frey (1870–1882)
- Karl von Hillinger (1871–1906)
- Hermann Hinterhuber (1882–1902, 1904–1909)
- Ambros Umlauft (1897–1904)
- Max von Burger (1903–1915)
- Franz-Xaver Wirth (1906–1909)
- Wilhelm von Dietrich (1909–1913)
- Josef Wolfgang Dobernig (1914–1915)
- Alois Poltnigg (1909–1914)[22]